# ليوناردو شابارو
ليوناردو شابارو (بالإسبانية: Leandro Chaparro) (7 يناير 1991 بلا تابلادا في الأرجنتين - ) هو لاعب كرة قدم أرجنتيني في مركز الوسط. شارك مع منتخب الأرجنتين تحت 20 سنة لكرة القدم. أما مع النوادي، فقد لعب مع إشتوريل برايا ونادي بيرا مار ونادي سان لورينزو ونادي فاسكو دا غاما وDesportivo Brasil ‏ ونادي مادوريرا وسوسيداد كولتيورال ‏.

## روابط خارجية
- ليوناردو شابارو على موقع قاعدة بيانات كرة القدم.إي يو (الإنجليزية)
- ليوناردو شابارو على موقع Soccerway.com (الإنجليزية)
- ليوناردو شابارو على موقع AS.com (الإسبانية)